# Monodelphis domestica
Monodelphis domestica, popularmente chamada cuíca-de-rabo-curto ou catita, é uma pequena espécie de marsupial sul-americano da família dos didelfiídeos (Didelphidae) e género Monodelphis. Ocorre em grande parte do Brasil, Bolívia, Paraguai e extremo norte da Argentina. Ao contrário da maioria dos outros marsupiais, o não tem marsúpio verdadeiro. Seu nome científico Monodelphis é derivado do grego e significa "útero único" (referindo-se à falta de uma bolsa) e a palavra latina domestica significa "doméstico" (escolhida devido ao hábito da espécie de entrar nas habitações humanas). Foi o primeiro marsupial a ter seu genoma sequenciado. É usado como modelo de pesquisa na ciência, e também é frequentemente encontrado no comércio de animais de estimação exóticos.

## Descrição
São animais relativamente pequenos, com uma semelhança superficial com ratos. Em estado selvagem eles têm comprimento total de 12 a 18 centímetros e pesam de 58 a 95 gramas; Os machos são maiores que as fêmeas. No entanto, os indivíduos mantidos em cativeiro são tipicamente muito maiores, com machos pesando até 150 gramas. A cauda é proporcionalmente mais curta do que em algumas outras espécies, variando de 5 a 9 centímetros. Suas caudas são apenas semi-preênseis, ao contrário da cauda totalmente preênsil característica do gambá norte-americano.
O pelo é marrom acinzentado em quase todo o corpo, embora desbotando para um tom mais claro na parte inferior, e com pelo quase branco nos pés. Apenas a base da cauda possui pelo, sendo o restante quase totalmente sem pelos. As garras são bem desenvolvidas e de formato curvo, e as patas têm pequenas almofadas marcadas com papilas dérmicas finas. Ao contrário de muitos outros marsupiais, as fêmeas não têm bolsa. Geralmente possuem treze mamas, que podem ser retraídas para o corpo pelos músculos de sua base.

## Distribuição geográfica
O Monodelphis domestica é encontrado geralmente ao sul do rio Amazonas, no Nordeste (estados da Bahia e Ceará), Centro-Oeste (Goiás, Mato Grosso e Mato Grosso do Sul) e Sudeste (Minas Gerais) do Brasil. Também é encontrado no leste da Bolívia, norte do Paraguai e na província de Formosa, no norte da Argentina. Habita ambientes de floresta tropical, cerrado e terras agrícolas, e muitas vezes entra em estruturas feitas pelo homem, como casas.

## Ecologia
A  Monodelphis domestica apresenta uma dieta insetívora-onívora e come roedores, sapos, répteis e invertebrados, bem como algumas frutas. Caça principalmente pelo cheiro, enfiando o focinho na vegetação em busca de presas ou animais mortos para limpar. Assim que encontra uma presa viva, se lança sobre ela, segurando-a com as patas dianteiras enquanto desferem um golpe mortal, geralmente na base do pescoço, com seus dentes afiados. Pode capturar presas com sucesso até seu próprio tamanho.
São noturnos, sendo mais ativos nas primeiras três horas após o anoitecer. Embora possam ocasionalmente se abrigar em fendas naturais na rocha, normalmente passam o dia em ninhos ocultos construídos com folhas, cascas e outros materiais disponíveis. Os ninhos das fêmeas são mais complexos e bem tecidos do que os dos machos. São solitários, unindo-se apenas para acasalar, e com cada indivíduo ocupando uma área de vida de 1 200 a 1 800 metros quadrados (13 000 a 19 000 pés quadrados), sinalizada com marcas de cheiro. A abordagem de outro membro da espécie é comumente recebida com assobios e guinchos, que podem evoluir para ataques defensivos lançados enquanto o animal está em pé sobre as patas traseiras.

## Reprodução
O monodelphis domestica se reproduz o ano todo quando o clima é adequado, podendo criar até seis ninhadas de seis a onze filhotes cada durante um bom ano. As fêmeas só entram em estro quando expostas a feromônios masculinos, com a ovulação sendo induzida apenas pelo contato físico com o macho. Quando um macho encontra uma fêmea receptiva, ocorre uma dança pré-copulatória. A gestação dura quatorze dias, após os quais os filhotes se prendem a uma mama, onde permanecem pelas próximas duas semanas. Como todos os marsupiais, nascem subdesenvolvidos; nesta espécie, têm apenas 1 centímetro (0,39 polegada) de comprimento e pesam 0,1 grama (0,0035 onças) ao nascer. Nos jovens crescem cabelo por volta de três semanas, abrem os olhos cerca de uma semana depois, e são desmamados em oito semanas. Depois, sobem para o dorso de sua mãe e continuam junto dela por mais três meses. A maturidade sexual é alcançada entre a 18.° e 20.° semanas após o nascimento e o Monodelphis domestica vive até quarenta e nove meses em cativeiro.

## Conservação
A Monodelphis domestica é globalmente considerada com baixo risco, além de ser uma espécie de menor preocupação à União Internacional para a Conservação da Natureza (IUCN). É aparentemente comum em regiões do Brasil e embora hajam apenas poucos dados das populações dessa espécie, são frequentemente encontrados no Paraguai. E devido a natureza isolada de seu habitat preferencial, não é provável que estejam sob quaisquer ameaça direta, entretanto sofre ameaças devido ao desmatamento recorrente.
Os monodelphis tornaram-se uma espécie popular no comércio exótico de animais de estimação. Quando presente em lares humanos, consomem insetos, escorpiões e outras pragas. Também possui várias características que o tornam um modelo de pesquisa ideal, principalmente em estudos de marsupiais, bem como na pesquisa imunológica e de desenvolvimento em sistemas de mamíferos. Reproduz-se com relativa facilidade em ambientes de laboratório e os recém-nascidos ficam expostos e podem ser facilmente acessados porque, ao contrário de outras espécies de marsupiais, os mondelphis fêmeas não têm bolsa: os recém-nascidos simplesmente se agarram às mamas. Nascem num estágio que é aproximadamente equivalente a fetos de ratos de 13 a 15 dias ou embriões humanos de 40 dias. Como outros marsupiais, as inadequações da função do sistema imunológico do neonato o tornam um modelo ideal para transplante e pesquisa de câncer, bem como investigações gerais sobre o desenvolvimento do sistema imunológico. Seu genoma foi sequenciado e um esboço de trabalho publicado em maio de 2007: o trabalho de decodificação, dirigido pelo Instituto de Tecnologia de Massachusetts (MIT) e Harvard, revela que o Monodelphis tem entre 18 000 e 20 000 genes codificadores de proteínas.